# Jana Gantnerová (Skirennläuferin, 1989)
Jana Gantnerová (* 15. Juli 1989 in Kežmarok, Tschechoslowakei) ist eine ehemalige slowakische Skirennläuferin.

## Karriere
Gantnerová gab ihr internationales Renndebüt am 20. November 2004 bei einem FIS-Slalom in Tärnaby. Ihr erstes internationales Großereignis bestritt sie wenige Monate später beim Europäischen Olympischen Winter-Jugendfestival in Monthey, wobei sie mit Rang 11 im Riesenslalom ihre beste Platzierung erreichte. Im März 2005 sicherte sie sich bereits ihren ersten slowakischen Meistertitel im Riesenslalom.
Am 22. Oktober 2005 gab Gantnerová ihr Weltcupdebüt beim Riesenslalom in Sölden, wobei sie bereits im ersten Durchgang ausschied. Im weiteren Verlauf des Winters wurde sie für die Olympischen Winterspiele in Turin nominiert. Dort erreichte sie mit dem 36. Platz in der Abfahrt ihr bestes Ergebnis.
Einen ersten Achtungserfolg feierte Gantnerová im zu Beginn des Winters 2007/08. Sie gewann beim Australia New Zealand Cup sowohl die Gesamtwertung, als auch die Disziplinenwertungen in Riesenslalom, Slalom und der Kombination. Lediglich im Super-G musste sie sich der Irin Kirsten McGarry und der Neuseeländerin Janelle Miller geschlagen geben.
In den darauffolgenden Jahren feierte Gantnerová ihre größten Erfolge bei den Winter-Universiaden, wo sie insgesamt 4 Medaillen gewinnen konnte, darunter die Goldmedaille in der Kombination im Jahr 2013.
Im Weltcup konnte sie sich nur zweimal unter den besten 30 klassieren, wobei ein 16. Rang in der Super Kombination von Méribel am 24. Februar 2013 ihre bestes Ergebnis war.
Ihr bestes Ergebnis bei einem internationalen Großereignis gelang ihr 2013 bei den Weltmeisterschaften in Schladming mit Rang 22 in der Super Kombination.
Zuletzt startete sie im Februar 2015 bei der Winter-Universiade in Granada, danach trat sie nicht mehr als Rennläuferin in Erscheinung.

## Privates
Ihre Mutter Jana Gantnerová-Šoltýsová sowie ihr Großonkel Anton Šoltýs waren ebenfalls als Skirennläufer aktiv.

## Erfolge

### Olympische Winterspiele
- Turin 2006: 36. Abfahrt, 48. Super-G, DNF Riesenslalom, DNF Super Kombination
- Vancouver 2010: 24. Slalom, 35. Riesenslalom
- Sotschi 2014: DNF Riesenslalom, DNF Super Kombination

### Weltmeisterschaften
- Val-d'Isère 2009: DNF Slalom
- Garmisch-Partenkirchen 2011: 26. Slalom, 38. Riesenslalom
- Schladming 2013: 22. Super Kombination, 32. Slalom

### Weltcup
- 2 Platzierungen unter den besten 30

### Juniorenweltmeisterschaften
- Québec 2006: 34. Abfahrt, 52. Riesenslalom, DNF Slalom, DNS Super-G
- Flachau 2007: 10. Slalom, 30. Riesenslalom
- Formigal 2008: 6. Slalom, 30. Riesenslalom
- Garmisch-Partenkirchen 2009: DNF Riesenslalom, DSQ Slalom

### Europacup
- 4 Platzierungen unter den besten 10, davon ein Podestplatz

### Australian New Zealand Cup
- Saison 2007: 1. Gesamtwertung, 1. Riesenslalomwertung, 1. Slalomwertung, 1. Kombinationswertung, 3. Super-G-Wertung
- 8 Podestplätze, davon 6 Siege

| Datum              | Ort          | Land       | Disziplin         |
| ------------------ | ------------ | ---------- | ----------------- |
| 31. August 2007    | Treble Cone  | Neuseeland | Slalom            |
| 11. September 2007 | Mount Hutt   | Neuseeland | Super Kombination |
| 12. September 2007 | Mount Hutt   | Neuseeland | Super Kombination |
| 14. September 2007 | Mount Hutt   | Neuseeland | Slalom            |
| 15. September 2007 | Mount Hutt   | Neuseeland | Riesenslalom      |
| 18. August 2009    | Mount Hotham | Australien | Riesenslalom      |

### South American Cup
- 2 Platzierungen unter den besten 5

### Universiade
- Erzurum 2011: 3. Slalom, 23. Super-G, DNS Riesenslalom
- Trentino 2013: 1. Alpine Kombination, 2. Abfahrt, 7. Slalom, 7. Riesenslalom, 14. Super-G
- Granada 2015: 3. Dreierkombination, 5. Riesenslalom, 5. Super Kombination, 15. Slalom, 21. Super-G

### Europäisches Olympisches Winter-Jugendfestival
- Monthey 2005: 11. Riesenslalom, 23. Super-G, 23. Slalom

### Weitere Erfolge
- 8 Siege bei FIS-Rennen
- Slowakische Meisterin im Super-G (2008)
- Slowakische Meisterin im Riesenslalom (2005, 2008)
- Slowakische Meisterin in der Super Kombination (2008, 2013)
- Slowakische Meisterin im Slalom (2008)
- Slowakische Vizemeisterin im Super-G (2006)
- Slowakische Vizemeisterin im Riesenslalom (2006, 2010)